# Manuel Casimiro
Manuel Casimiro (sinh 21 tháng 11 năm 1941) là một họa sĩ, nhà điêu khắc, nhà thiết kế và đạo diễn phim người Bồ Đào Nha. Ông sinh ra và hiện đang sinh sống tại thành phố Porto, phía Bắc Bồ Đào Nha. Manuel Casimiro đã có một thời gian dài sinh sống ở nước ngoài, ông đặc biệt gắn bó với Nice, Pháp, nơi ông chọn sinh sống sau khi ông bị thương tại chiến tranh ở Angola. Manuel Casimiro is the son of film director Manoel de Oliveira

## Tiểu sử
Manuel Casimiro sinh ra trong một gia đình Bồ Đào Nha giàu có, tuy là con trai trưởng của nhà đạo diễn tài ba Manoel de Oliveira, nhưng ông quyết định cống hiến hoàn toàn cuộc đời mình cho sự nghiệp nghệ thuật sau cuộc chiến thuộc địa giữa Bồ Đào Nha và Angola, nơi ông đã tham gia chiến đấu và bị thương. Khi ông rời Bồ Đào Nha để sinh sống ở nước ngoài, phần lớn thời gian là ở Nice, ông đã không dựa vào nguồn chu cấp của gia đình mà đã sống một cuộc sống gần như nghèo đói trong nhiều năm. Nhờ vào sự giúp đỡ của những người bạn hào phóng, ông đã vượt qua được thời gian khó khăn đó. Những người bạn mà ông ghi nhớ suốt đời, đặc biệt phải nhắc tới Vincent Descombes, François Lyotard, Michel Butor. Những bài báo viết về công việc của Manuel Casimiro đánh giá cao con người và các tác phẩm của ông.

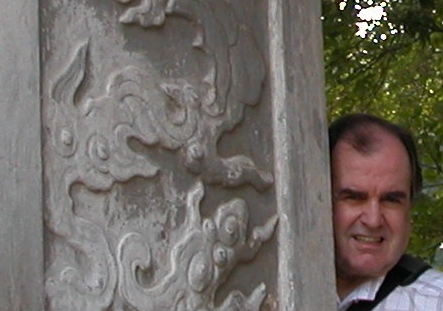
Manuel Casimiro Việt Nam 2008

Ông đã sống một năm tại New York. Tại đây cuộc triển lãm tập thể đầu tiên của ông được diễn ra vào năm 1978.Ông đã tìm cách bán một số bức hoạ của mình để giúp ông có điều kiện đi tới một số nước Bắc Âu và Ý để trải nghiệm, đặc biệt là ở Venezia. Tại đây, ông đã gặp bà Peggy Guggenheim - một nghệ sĩ mạnh thường quân và sưu tầm nghệ thuật - và chụp hình cho bà trong một thời gian ngắn trước khi bà qua đời vào năm 1979. Cuộc gặp gỡ này đã có ảnh hướng lớn tới Manuel Casimiro và chụp ảnh đã trở thành một đề tài cho một tác phẩm của ông sau này.
Đã từ lâu, Manuel Casimiro luôn cảm thấy thu hút bởi nền văn hóa Á Đông và không lâu sau, ông kết hôn với một người tên Thủy Tiên. Nhờ giao lưu văn hóa với người bạn đời Việt Nam này, một số những tác phẩm của Manuel Casimiro phảng phất lòng ái mộ và xay mê Á Đông. Một cuộc triển lãm về những tác phẩm của Manuel Casimiro sẽ diễn ra tại Trung Hoa vào năm 2104.

## Các triển lãm tiêu biểu
Manuel Casamiro đã giới thiệu tới công chúng rất nhiều triển lãm cá nhân và tập thể và dưới đây là danh sách một số triển lãm tiêu biểu của ông:
- Năm 1978: Bảo tàng Cooper-Hewitt, New York, triển lãm bộ sưu tập các tác

phẩm của Robert Motherwell, Douanne Michhaelis, David Hockney, Manuel Casimiro và một số nghệ sĩ khác. Triển lãm tập thể này đã được trưng bày ở
Thành phố New York, Tōkyō, Luân Đôn, Paris và Berlin. "Oedipus Explaining the Enigma",
một tác phẩm can thiệp (intervention) của Manuel Casimiro đã được trưng
bày.
- Năm 1980: Manuel Casimiro đã đại diện cho Pháp ở rất nhiều sự kiện quốc tế, chẳng hạn như triển lãm "Nice ở Berlin" tại D.A.A.D, ở Berlin – Đức năm 1980, hay ở São Paulo, Brasil năm 1981 tại bảo tàng Nghệ thuật Hiện đại (Museum of Modern Art) của đại học São Paulo.
- Năm 1986: Tại Nice, Pháp, Casimiro đã tham gia vào triển lãm "Peindre, Photographier" cùng với Christian Boltanski, Louis James, Annette Messager, Robert Rauschenberg. Trong cuộc triển lãm này, Manuel Casimiro đã trình bày hai bức tranh Đông Phương ở bảo tang Jules Chéret bằng cách sơn những quả trứng sử dụng loại sơn có thể xoá.
- Năm 1988: Bảo tàng Quốc gia Soares dos Reis ở Porto triển lãm một bộ sưu tập các tác phẩm về những huyền thoại Bồ Đào Nha với tựa đề "Hồn ma của vua Sebastian". Triển lãm này sau đó cũng được trưng bày ở Bari, Ý năm 2006.
- Năm1996/1997: Bảo tàng về Nghệ thuật đương đại của Serralves ở Porto dưới sự lãnh đạo của Jean-hubert Martin, đã tổ chức một triển lãm nhìn lại quá trình sáng tác của Manuel Casimiro với tựa đề "Manuel Casimiro 1964-1996".
- Năm 2002: Trong một phần của sự kiện Thủ đô văn hoá Salamanca 2002, hai triển lãm đã được tổ chức là "Những cây cầu" (Bridges) và "Bảo tàng tưởng tượng" (The Imaginary Museum).
- Năm 2003: Trong một triển lãm mang tên "Đùa với tỷ lệ" (Playing with scales), trung tâm Calician về Nghệ thuật đương đại đã triển lãm những bức ảnh của Manuel Casimiro, những tác phẩm được chụp vào năm 1972 và đây là một phần trong tác phẩm mang tên "Thành phố" (City). Những bức ảnh này được trưng bày đối chiếu với những tác phẩm gần hơn của các nghệ sĩ khác để thể hiện tính thời sự trong khoảng 30 năm sau đó.
- Năm 2004: Nhân dịp triển lãm mang tên "Socola" (Chocolate), Manuel Casimiro đã công bó một bộ sưu tập văn bản mang tựa đề "Không cổ điển, không hiện đại". Trong một bài báo, Manuel Casimiro đã mạnh mẽ chỉ trích sự phát triển của tính thương mại hoá trong thị trường nghệ thuật.
- Năm 2009: Trung tâm văn hoá Belém ở Lisboa đã triển lãm "Caprichos", một chuỗi những can thiệp của Manuel Casimiro trên các tác phẩm Goya. Michel Butor đã đóng góp vào triển lãm này với một số văn bản về Goya và tác phẩm của Manuel Casimiro. Chúng được công bố cùng với những văn bản khác của Manuel Casimiro để minh hoạ cho mục đích của những can thiệp và để cố gắng giải mã cho các dấu hiệu của những sáng tạo nghệ thuật của ông - hình bầu dục.

## Hình bầu dục
Khi nhắc tới các tác phẩm của Manuel Casimiro, chúng ta nên ghi nhớ rằng ông luôn coi trọng các ý tưởng một cách tối cao trong các tác phẩm của mình, như là "cosa mentale" trong lời nói của Leonardo da Vinci. Hình bầu dục, cùng với việc sử dụng nó trong những tranh can thiệp và trong những tác phẩm khác của người nghệ sĩ này, đưa ra một tiêu điểm mà xung quanh nó, những tác phẩm nghệ thuật được đánh giá và xem xét lại. Nghệ sĩ bản thân rất ít khi tự mình nói về biểu tượng hình bầu dục mà để cho khán giả tự cảm nhận và đưa ra những đánh giá của họ về ý nghĩa của nó một cách vô hiệu.